# Squalius

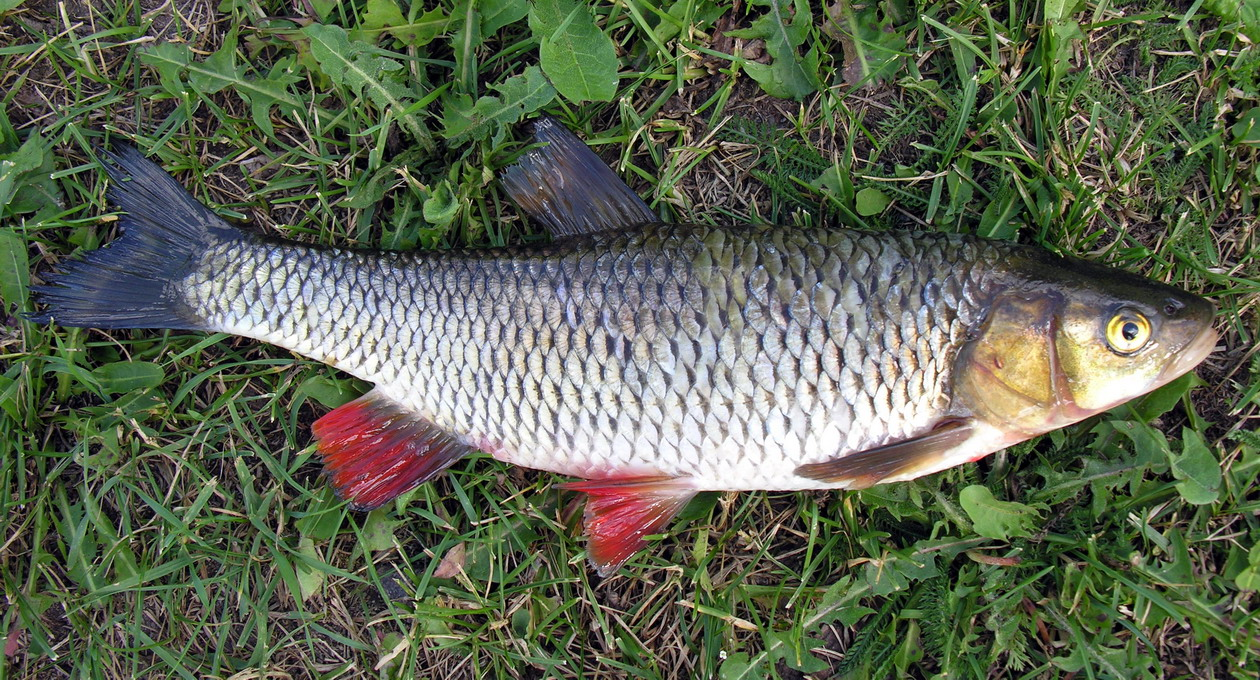
Squalius cephalus

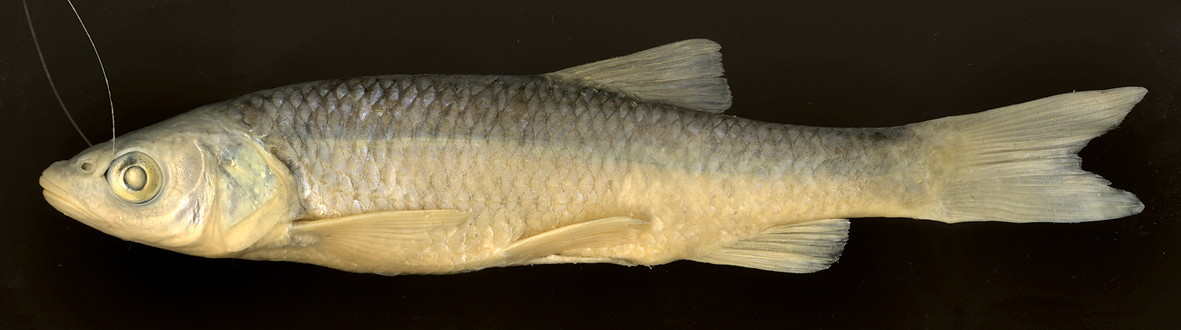
Squalius janae

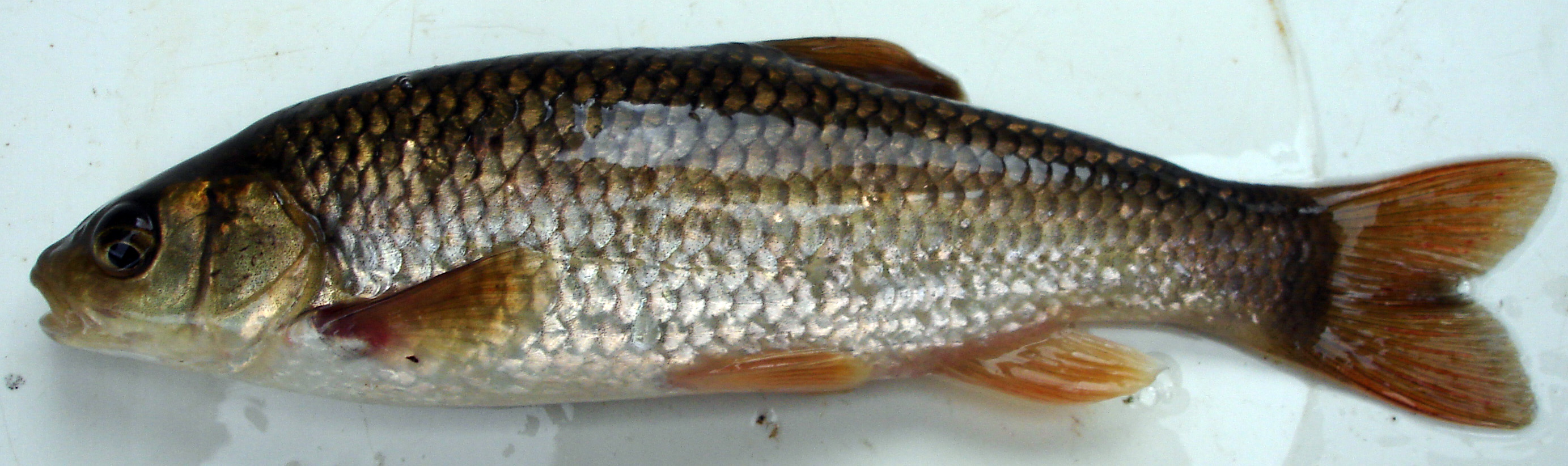
Squalius pyrenaicus

A Squalius a sugarasúszójú halak (Actinopterygii) osztályának pontyalakúak (Cypriniformes) rendjébe, ezen belül a pontyfélék (Cyprinidae) családjába tartozó nem.

## Rendszerezés
A nembe az alábbi 51 faj tartozik:
- Squalius adanaensis Turan, Kottelat & Doğan, 2013
- Squalius agdamicus Kamensky, 1901
- küszkoncér (Squalius alburnoides) (Steindachner, 1866)
- Squalius albus (Bonaparte, 1838)
- Squalius anatolicus (Bogutskaya, 1997)
- kaukázusi domolykó (Squalius aphipsi) (Aleksandrov, 1927)
- Squalius aradensis (Coelho, Bogutskaya, Rodrigues & Collares-Pereira, 1998)
- Squalius aristotelis Özuluğ & Freyhof, 2011
- Squalius berak Heckel, 1843
- Squalius cappadocicus Özuluğ & Freyhof, 2011
- Squalius carinus Özuluğ & Freyhof, 2011
- Squalius carolitertii (Doadrio, 1988)
- Squalius castellanus Doadrio, Perea & Alonso, 2007
- Squalius cephaloides (Battalgil, 1942)
- fejes domolykó (Squalius cephalus) (Linnaeus, 1758)
- Squalius cii (Richardson, 1857)
- Squalius fellowesii (Günther, 1868)
- Squalius ghigii (Gianferrari, 1927)
- dalmát domolykó (Squalius illyricus) Heckel & Kner, 1858
- Squalius irideus (Ladiges, 1960)
- Squalius janae Bogutskaya & Zupančič, 2010
- Squalius keadicus (Stephanidis, 1971)
- Squalius kosswigi (Karaman, 1972)
- Squalius kottelati Turan, Yilmaz & Kaya, 2009
- Squalius laietanus Doadrio, Kottelat & de Sostoa, 2007
- Squalius lepidus Heckel, 1843
- Squalius lucumonis (Bianco, 1983)
- Squalius malacitanus Doadrio & Carmona, 2006
- Narenta-domolykó (Squalius microlepis) Heckel, 1843
- Squalius moreoticus (Stephanidis, 1971)
- Squalius orientalis Heckel, 1847
- Squalius orpheus Kottelat & Economidis, 2006
- Squalius pamvoticus (Stephanidis, 1939)
- Squalius peloponensis (Valenciennes, 1844)
- Squalius platyceps Zupančič, Marić, Naseka & Bogutskaya, 2010
- Squalius prespensis (Fowler, 1977)
- Squalius pursakensis (Hankó, 1925)
- Squalius pyrenaicus (Günther, 1868)
- Squalius recurvirostris Özuluğ & Freyhof, 2011
- Squalius seyhanensis Turan, Kottelat & Doğan, 2013
- Squalius spurius Heckel, 1843
- Squalius squaliusculus Kessler, 1872
- Squalius squalus (Bonaparte, 1837) - típusfaj
- Squalius svallize Heckel & Kner, 1858
- Squalius tenellus Heckel, 1843
- Squalius torgalensis (Coelho, Bogutskaya, Rodrigues & Collares-Pereira, 1998)
- Squalius turcicus De Filippi, 1865
- Squalius ulanus (Günther, 1899)
- Squalius valentinus Doadrio & Carmona, 2006
- Squalius vardarensis Karaman, 1928
- Squalius zrmanjae Karaman, 1928